# Miguel I de Kiev
Miguel (em russo:  Михаил, transl. Mikhail) - Santo da Igreja Russa; comemoração de 15 de junho e 30 de setembro de acordo com o calendário juliano. De acordo com a tradição da Igreja, ele foi o primeiro Metropolita de Quieve (988-991). Provavelmente originário da Bulgária ou da Síria.
De acordo com o estabelecido no século XVI (tradição), o primeiro Metropolita de Quieve foi alegadamente um certo Miguel, que foi sucedido por Leôncio. A fonte desta tradição é a chamada Carta da Igreja de Vladimir I, que data dos séculos XII-XIII. De acordo com esse documento, Miguel é contemporâneo de Vladimir e do Patriarca Fócio de Constantinopla, o que, por sua vez, deu origem à opinião de que Miguel era o bispo anônimo enviado por Fócio à Rússia em 867.
O aparecimento do nome Miguel na Carta da Igreja é explicado pelo fato de que no "Conto dos Anos Passados" do ano 988 há uma instrução sobre a fé, supostamente dada ao recém-batizado Vladimir. Nada mais é do que uma tradução resumida do Credo, compilado na primeira metade do século IX. Os compiladores da Carta da Igreja interpretaram essa "instrução" como escrita para o bem de Vladimir e, portanto, concluíram que o autor do símbolo da fé também foi o primeiro metropolita russo.
Ele foi enviado em 988, durante o reinado dos imperadores Basílio II e Constantino VIII, pelo Patriarca Nicolau II de Constantinopla a Quersoneso para o batismo do Príncipe Vladimir. De lá, ele chegou a Quieve para o batismo dos quievanos.
Inicialmente, suas relíquias estavam na Igreja dos Dízimos, depois nas Cavernas Próximas do Mosteiro de Quieve-Pechersk; em 1730 foram transferidos para a Igreja da Grande Lavra.